# Popillia ligulata
Popillia ligulata är en skalbaggsart som beskrevs av Ohaus 1911. Popillia ligulata ingår i släktet Popillia och familjen Rutelidae. Inga underarter finns listade i Catalogue of Life.